# Gerbilliscus validus
Gerbilliscus validus is een zoogdier uit de familie van de Muridae. De wetenschappelijke naam van de soort werd voor het eerst geldig gepubliceerd door  Bocage in 1890.